# Gwydion
Gwydion (Oud Welsh: Guidgen, Oud-Iers: Fidgen) is een zoon van de godin Don. De kinderen van Don stonden bekend als de kinderen van het licht en zijn de Welshe versie van de Tuatha Dé Danann. Enerzijds is Gwydion de tegenstander van Arawn van Annwn, de vriend van Pwyll en diens zoon Pryderi, anderzijds is Gwydion de opvoeder en redder van zijn neef Lleu Llaw Gyffes (Lugh). Gwydion komt naast het Boek van Taliesin onder meer voor in Math zoon van Mathonwy, de vierde tak van de Mabinogion, een verzameling Welshe verhalen, die in de 14e eeuw zijn opgetekend. 

## Arawn en Pryderi
Gwydion is de broer van Amaethon, die volgens een Keltische legende met magie een jachthond, een hert en een vogel zou hebben gestolen van Arawn, de heerser over de Andere Wereld Annwn. Hierdoor zou hij de Slag der Bomen of Cad Goddeu hebben veroorzaakt, de oorlog tussen Arawn en de kinderen van Don. Het verhaal werd opgetekend in het 14e-eeuwse Boek van Taliesin. Tijdens deze slag veranderde Gwydion, met de hulp van neef-pleegzoon Lleu, bomen in krijgers die mee konden strijden. Ook wist Gwydion de naam van een medestrijder van Arawn te raden, Bran, waardoor Arawn de oorlog verloor. De naam Gwydion betekent dan ook 'boom, bos'.
Gwydion is eveneens de broer van Gilvaethwy en allebei zijn ze neven van Math, de koning van Gwynedd. Gilvaethwy was sterk aangetrokken tot Gowein, de maagd van Math in wiens schoot hij zijn voeten liet rusten. Om zijn broer te helpen, startte Gwydion een oorlog tussen Math en koning Pryderi, waardoor Math ten oorlog trok. Hierdoor kreeg Gilvaethwy de kans om Gowein te verkrachten. De oorlog tussen Math en Pryderi werd beslist door een tweegevecht tussen Gwydion en Pryderi, waarbij Gwydion overwon. Toen Math thuiskwam en op de hoogte werd gebracht van de aanranding van Gowein, veranderde hij Gwydion en Gilvaethwy een jaar lang in een hert en een hinde, het jaar daarna in een beer en een zeug en het daarop volgende jaar in een wolf en een wolvin.

## Lleu
Na deze drie jaar mag Gwydion terugkeren naar het hof van zijn oom Math. Wanneer hij hoort van Maths zoektocht naar een nieuwe maagd, stelt Gwydion zijn zus Arianrhod voor. Als Math haar maagdelijkheid test, bevalt ze plots van twee zonen: Dylan ail Don (Dylan zoon de Golf), die meteen in de zee gaat wonen, en Lleu Llaw Gyffes (Lleu Vaardige Hand). Omdat Arianrhod haar jongste zoon niet wil erkennen, zal Gwydion hem opvoeden. Arianrhod vervloekt haar zoontje, door te zeggen dat ze hem nooit een naam zal geven. Gwydion misleidt haar echter door haar zoon in vermomming aan haar voor te stellen, waarop ze haar zoon de naam Lleu Llaw Gyffes geeft. Daarop vervloekt ze haar zoon nog eens, dat hij nooit zijn eigen wapens zou hebben, maar opnieuw misleidt Gwydion haar op dezelfde manier en geeft ze hem wapens. Ook na een derde vervloeking, dat hij nooit met een menselijke vrouw zou trouwens, weet Gwydion een oplossing: hij maakt een vrouw van bloemen, Blodeuedd (bloemen), die met Lleu trouwt. Het lot is de jongeman echter niet goed gezind: Blodeuedd komt in opstand en vraagt aan haar minnaar om Lleu te vermoorden. Ze had de onkwetsbare Lleu eerst gevraagd hoe hij gedood kon worden: met een speciale speer, niet binnen en niet buiten en terwijl hij uit bad stapte met een voet op de rug van een geit. Lleu wordt gedood en verandert in een adelaar. Vanaf een boomtop schudt hij zijn veren en zijn vlees valt hem van het lichaam en wordt door een zeug gegeten. Opnieuw komt Gwydion zijn neefje ter hulp: hij verzorgt Lleu na de aanval, Lleu staat op als mens en komt in een jaar weer op krachten, verandert Blodeuedd in Blodeuwedd (bloemengezicht) in een uil en laat Lleu haar minnaar vermoorden.